# Edmund Beyl
Edmund Beyl (* 9. Juli 1901 in Theilheim bei Würzburg; † 14. September 1969 in Würzburg) war ein deutscher Politiker (NSDAP) und Präsident des Volkstags der Freien Stadt Danzig (1937–1939).
Der Sohn eines Lehrers besuchte in Würzburg das Gymnasium und legte 1920 das Abitur ab. Anschließend studierte er die Fächer Deutsch, Geschichte und Englisch und bestand 1924 die Wissenschaftliche Prüfung für das Höhere Lehramt. Nach dem Referendariat in Würzburg und Angerburg in Ostpreußen legte er am 18. Oktober 1924 das Zweite Staatsexamen ab und war danach als Studienassessor am Städtischen Gymnasium und Reformrealgymnasium in Danzig tätig. Am 1. Mai 1929 wurde er zum Studienrat befördert. Er trat zum 1. November 1930 der NSDAP bei (Mitgliedsnummer 370.151) und ein Jahr später dem NS-Lehrerbund. Nach einem Wechsel an das Kronprinz-Wilhelm-Realgymnasium in Danzig-Langfuhr wurde er nach der im Jahr 1933 erfolgten nationalsozialistischen Machtübernahme in Danzig am 1. April 1934 als Oberstudiendirektor Schulleiter der Oberrealschule zu St. Petri und Pauli. Daneben war er ab 1937 Gauamtsleiter der Nationalsozialistischen Volkswohlfahrt (NSV) in Danzig und nach der Eingliederung Danzigs in das Deutsche Reich 1939 Gauwalter der NSV im neu errichteten Reichsgau Danzig-Westpreußen. Beyl war für die NSDAP  zunächst als Gauredner und später als Reichsredner im Range eines NSDAP-Oberbereichsleiters tätig. Er war NSDAP-Abgeordneter im Danziger Volkstag und von 1937 bis 1939 dessen letzter Präsident. Für seine Parteiaufgaben wurde er 1941 vom Schuldienst freigestellt.
Nach dem Zweiten Weltkrieg konnte Beyl aufgrund seiner nationalsozialistischen Belastung zunächst nicht in den öffentlichen Schuldienst zurückkehren und arbeitete als Lehrer an einer privaten Handelsschule, deren Leitung er später übernahm. 1955 wurde Beyl als Oberstudiendirektor Schulleiter des Gymnasiums in Kitzingen, des heutigen Armin-Knab-Gymnasiums. 1964 wurde er pensioniert. Im Ruhestand war er noch als Lehrer am Realgymnasium der Ursulinen in Würzburg tätig. Beyl starb im Alter von 68 Jahren in Würzburg.